# 니바누아투
니-바누아투(ni-Vanuatu)는 바누아투 토착의 멜라네시아계 원주민들을 통틀어 가리키는 말이다. 이들은 본래 다양한 언어와 민족으로 이루어져 있으나 바누아투 국가가 형성된 이후 니-바누아투라는 이름 하에 공통의 정체성을 구성하기 시작하였다. ni-Van이라고 줄여 부르기도 한다. 이는 일반적으로 외부 출신의 바누아투 시민까지 포함하는 "바누아투인"이라는 표현과 구분되어 토착 인구만을 가리키는 말로 쓰인다.
어원은 국가 이름 "바누아투" 앞에 북에파테어에서 소유격을 나타내는 조사 ni가 붙은 것이다. 니바누아투들은 서로 의사소통할 때 영어나 프랑스어 또는 영어 기반 크리올인 비슬라마어를 많이 사용하는데, 이를 통해 서로 다른 다양한 민족과 토착어 배경을 가진 국민들 사이에 통일된 소통이 가능하게 되었다.

## 같이 보기
- 카나크족
- 카스톰
- 바누아투의 언어